# 夜間金庫

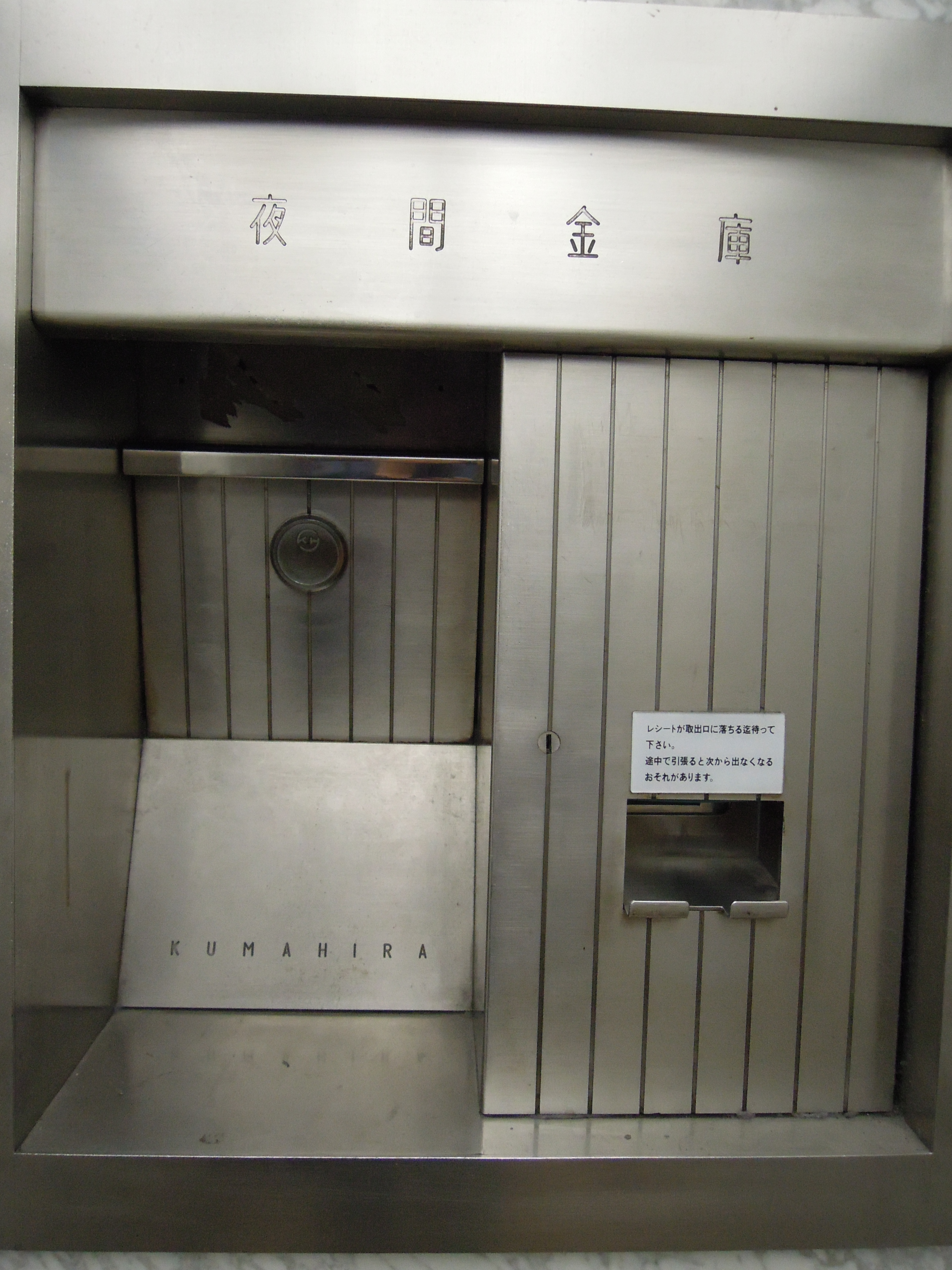
日本の夜間金庫の例

夜間金庫（やかんきんこ、Night safe、Night deposits）は、銀行や信用金庫等の金融機関のサービスの一つ。

## 使い方
夜間金庫を利用する顧客は、専用の袋と伝票を金融機関からもらう。その際手数料がかかる。金融機関の営業時間外（「夜間」とあるが、必ずしも日が暮れた夜とは限らない。休日はどの時間帯でもよい）に、売上金等の現金や証券類（小切手・手形類）と、入れた金額を書いた専用の伝票とを袋に入れ、夜間金庫から金融機関の建物内へ投入する。すると、翌営業日に金融機関によって顧客に代わって専用口座へ入金される。
夜まで営業している商店の店員が、閉店後、レジや店内の金庫に現金を残しておくことによる盗難の危険性を避けるため、夜中や早朝などに利用することが多かった。

## 事件
夜間金庫に関して、過去には1973年に発生した大阪ニセ夜間金庫事件など、ニセ夜間金庫を使った事件がいくつか発生している。大阪ニセ夜間金庫事件自体の詳細については当該項目を、それ以外の事件については大阪ニセ夜間金庫事件#模倣犯を参照のこと。

## 近年の動向
近年、夜間金庫は次々と廃止されており、残存している夜間金庫も手数料が値上げされる傾向にある。コンビニエンスストアのATMの普及や、夜間の集金に対応する警備会社の登場などで必要性が薄れているのがその理由である。